# Тейтумс (Оклахома)
Тейтумс (англ. Tatums) — місто (англ. town) в США, в окрузі Картер штату Оклахома. Населення — 111 особа (2020).

## Географія
Тейтумс розташований за координатами 34°28′38″ пн. ш. 97°28′2″ зх. д. / 34.47722° пн. ш. 97.46722° зх. д. (34.477293, -97.467147).  За даними Бюро перепису населення США в 2010 році місто мало площу 5,24 км², з яких 5,23 км² — суходіл та 0,01 км² — водойми.

## Демографія
Згідно з переписом 2010 року, у місті мешкала 151 особа в 68 домогосподарствах у складі 45 родин. Густота населення становила 29 осіб/км².  Було 87 помешкань (17/км²).
Расовий склад населення:
| - 79,5 % — чорних або афроамериканців - 8,6 % — корінних американців - 4,6 % — білих |

До двох чи більше рас належало 7,3 %. Частка іспаномовних становила 3,3 % від усіх жителів.
За віковим діапазоном населення розподілялося таким чином: 18,5 % — особи молодші 18 років, 64,3 % — особи у віці 18—64 років, 17,2 % — особи у віці 65 років та старші. Медіана віку мешканця становила 48,8 року. На 100 осіб жіночої статі у місті припадало 115,7 чоловіків;  на 100 жінок у віці від 18 років та старших — 95,2 чоловіків також старших 18 років.
Середній дохід на одне домашнє господарство  становив 22 639 доларів США (медіана — 20 536), а середній дохід на одну сім'ю — 25 447 доларів (медіана — 25 417). Медіана доходів становила 24 375 доларів для чоловіків та 22 083 долари для жінок. За межею бідності перебувало 32,4 % осіб, у тому числі 52,6 % дітей у віці до 18 років та 29,2 % осіб у віці 65 років та старших.
Цивільне працевлаштоване населення становило 23 особи. Основні галузі зайнятості: роздрібна торгівля — 21,7 %, мистецтво, розваги та відпочинок — 21,7 %, освіта, охорона здоров'я та соціальна допомога — 17,4 %.